# 起田高志
起田 高志（おきた たかし、1981年5月23日 - ）は、日本の元プロレスラー、元アメリカンフットボール選手。

## 経歴
三沢高校時代は野球部所属。4番、一塁手として活躍。
北海道工業大学進学後、アメリカンフットボールに転向。キャプテンとして活躍。卒業後もオービックシーガルズで日本一を経験するなど活躍。
2007年、プロレスラーになる夢を捨てきれず安定した収入とアメフト日本一の栄光を捨て、25歳で健介officeに入門。同期は宮原健斗。
2008年2月11日、元東北ジュニアヘビー級王者でもある南野武戦でデビューした。
その後、全日本プロレス、プロレスリング・ノアのシリーズにも参加。
6月5日、プロレスリング・SEM（健介オフィス大会）で元GHC王者の丸藤と対戦。13分20秒、不知火で敗れた。
6月22日、全日本プロレス後楽園大会で同期の宮原健斗のデビュー戦を務め、かつて同じく同期の山口竜志を破った全日本若手有望株の真田聖也とシングルで対戦。あと一歩及ばず破れはしたが全日本の若手有望株相手にアメフト仕込みのタックルやスピアーで奮闘した。
2011年7月10日、ノア有明コロシアム大会での試合中、右頬骨を骨折し、7月21日に手術を受けた。8月1日に退院後、ケガの回復に努め、現在では日常生活への支障もほぼなくなったものの、今なお眼窩にプレートとボルトが入った状態。本人と健介オフィスの間で話し合いを重ねた結果、選手としての復帰は困難であると判断。本人の意思で引退を決意し、12月31日付でプロレスラー人生に終止符を打つことになった。なお、2012年2月11日、後楽園ホール大会で引退セレモニーが行われた。
現在は故郷へ戻り、苔による工芸品を製作、「奥入瀬モスボール工房」を開業している。

## 得意技
ジャックハマー
スピアー

## テレビ出演
- クイズ!紳助くん（朝日放送系）

## 人物
- アメフト日本一を経験したエリートアスリートだったが、ほぼ同期で鳴り物入りで入団した元レスリング王者の山口竜志がいたためやや陰に隠れた感があった。しかし、山口が怪我の悪化で引退。健介オフィスの新たな若手ヘビー級有望株として奮闘していた。
- 週刊誌でその新人離れした肉体と、荒削りながらパワフルなファイトスタイルから和製バティスタと評されたことがある。
- 関西ローカル番組クイズ!紳助くんで若手芸人が健介オフィスに1週間練習生としてプロレス修行をするという企画があり、その時ゴツゴツした強面の風貌から想像出来ないような腰の低さを見せた。また道場マッチでベアー福田と対戦することが決定しており若手芸人達にシングル勝利への熱い思いを語った。若手芸人達の熱い応援空しく破れてしまったが非常に熱い試合展開を見せ芸人達の涙を誘った。
- デビュー時は健介のコスチュームを模したセミロングタイツだったが、6月22日の対真田戦から白いラインの入った青いセミロングのタイツに変更した。
- 自身のブログでは、一見その風貌からは想像出来ないコミカルな一面を見せている。

### SNS
- 起田高志 (100001800581000) - Facebook
- こっきーのだいぼうけん (@okita_takashi) - X（旧Twitter）
- oirase_mossball (@oirase_mossball) - Instagram
- こっきー (@cokkey_o) - Instagram